# نایادها

یکی از نایادهای برهنه اثر جان ویلیام واترهاوس، که به هیلاس در حال خواب نزدیک می‌شود

نایادها (به یونانی: Ναϊάδες) در اساطیر یونانی، یکی از سه دسته اصلی حوری‌های آبی در کنار اوکئانیدها (حوری‌های اقیانوس و آب شور) و نرئیدها (حوری‌های دریاها به‌ویژه دریای مدیترانه) هستند. نایادها حوری‌های آب شیرین به حساب می‌آمدند و بر رودخانه‌ها، نهرها، چشمه‌ها، دریاچه‌ها، برکه‌ها، چاه‌ها و باتلاق‌ها سلطه داشتند و آن‌ها را اداره می‌کردند. آن‌ها فناناپذیر بودند و بر اساس حوزهٔ قلمرو خود به چندین زیرمجموعه گوناگون بخش می‌شدند. نایادها در تصاویر هنری باستان به شکل زنانی زیبا و جوان به تصویر کشیده می‌شوند، که یا در حالت نشسته و ایستاده‌اند یا در لبهٔ چشمه‌ها به صورت خمیده هستند یا کوزهٔ آب یا شاخه‌ای سرسبز به دست گرفته‌اند.

## افسانه‌ها

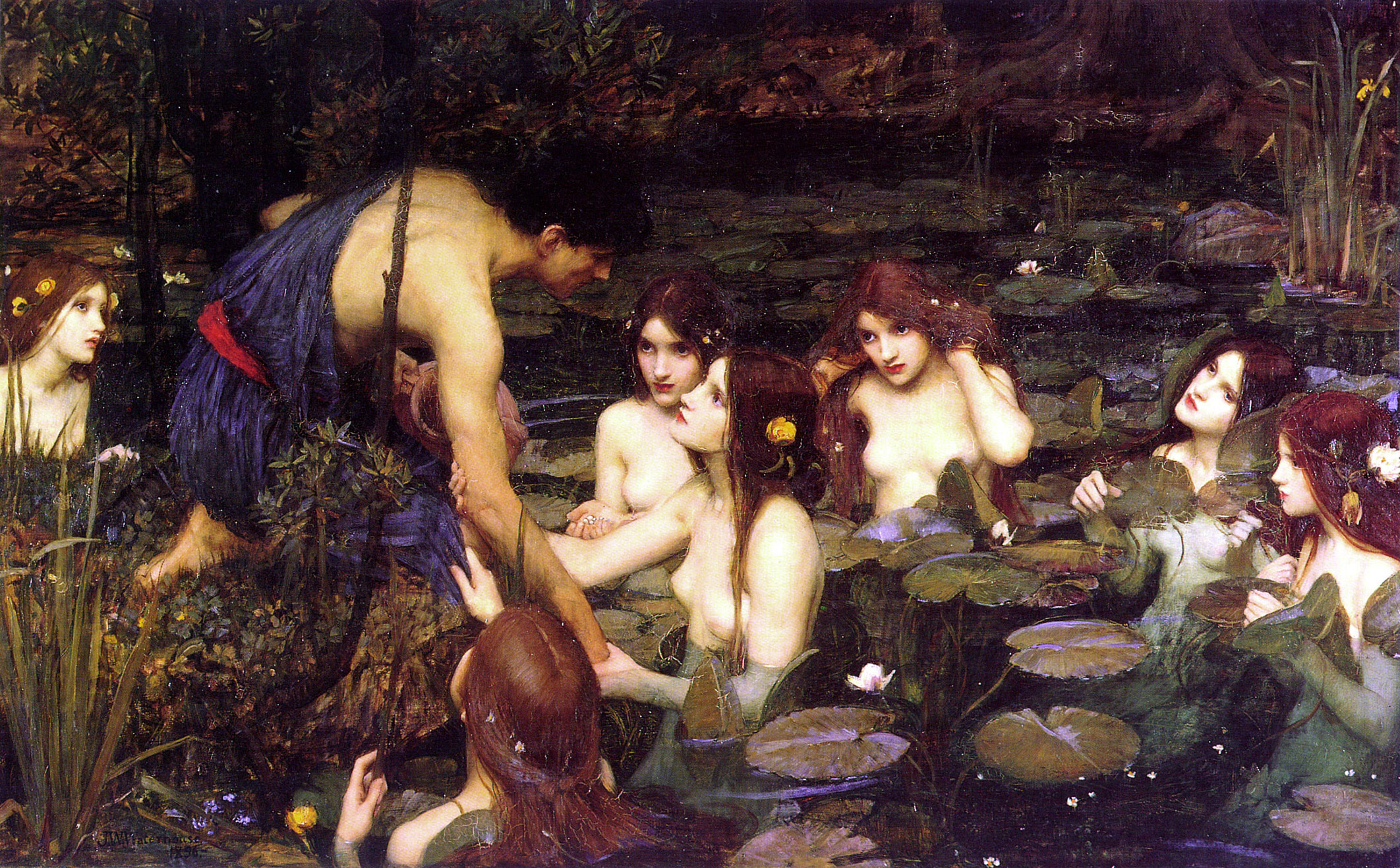
ربودن هولاس توسط نایادها

تبارنامه نایادها با توجه به مناطق جغرافیایی و منابع ادبی متفاوت است. آن‌ها یا دختران زئوس، یا ایزدان مختلف رودها یا به سادگی بخشی از خانوادهٔ گسترده تیتان اوکئانوس بودند. همانند تمامی حوری‌ها، نایادها نماد جنسی زنان در جهان باستان به‌شمار می‌روند و در بسیاری از داستان‌ها نقش اغواکننده یا اغوا شده را ایفا می‌کنند. آن‌ها می‌توانستند خطرناک نیز باشند و داستان‌هایی که در آن نقش داشتند می‌توانست دارای پایانی تلخ باشند. یکی از نایادها به نام نومیا، عاشق چوپانی خوش سیما از اهالی سیسیل به نام دافنیس شد. نومیا به شرط آن که دافنیس تا ابد وفادار باشد، با او ازدواج کرد. اما دافنیس توسط زنی به نام کسنیا فریفته شد و نومیا نیز او را برای این پیمان‌شکنی کور کرد. یکی از نایادهای چشمه‌ای در بیتینی، شیفتهٔ هولاس (یکی از همراهان هراکلس و خدمهٔ کشتی آرگو) شد و او را به ژرفنای آب کشید. سرنوشت هولاس در هاله‌ای از ابهام قرار داشت، او یا به وسیلهٔ غرق شدن دچار مرگی ناگهانی شد یا به سعادت جنسی همیشگی رسیده بود. سالماکیس هنگامی که هرمافرودیته در چشمه‌ای مشغول آب‌تنی بود، او را اغفال کرد و به زور در آغوش کشید و از خدایان خواست تا آن دو یکی شوند. از آن پس هرمافرودیته به صورت نیمی مرد و نیمی زن درآمد.
بدن نایادها از نزدیک به آب پیوسته است و به نظر می‌رسد وجود آن‌ها به این مسئله بستگی دارد. اگر چشمه‌ها خشک شوند، زندگی نایادها هم به پایان می‌رسد. آب‌هایی که اداره و محافظت از آن‌ها را بر عهده داشتند تصور می‌شد که دارای موهبت الهام‌بخشی، دارویی و قدرت‌های پیشگویی بود؛ بنابراین نایادها اغلب توسط یونانیان باستان به عنوان الهه‌های حاصلخیزی و باروری پرستش می‌شدند.